# Atopocystis loeffleri
Atopocystis loeffleri är en mångfotingart som beskrevs av Carl Graf Attems 1951. Atopocystis loeffleri ingår i släktet Atopocystis och familjen kejsardubbelfotingar. Inga underarter finns listade i Catalogue of Life.